# Ramey
Ramey és una població dels Estats Units a l'estat de Pennsilvània. Segons el cens del 2000 tenia 525 habitants.

## Demografia
Segons el cens del 2000, Ramey tenia 525 habitants, 207 habitatges, i 156 famílies. La densitat de població era de 225,2 habitants/km².
Dels 207 habitatges en un 32,9% hi vivien nens de menys de 18 anys, en un 59,9% hi vivien parelles casades, en un 11,1% dones solteres, i en un 24,6% no eren unitats familiars. En el 22,2% dels habitatges hi vivien persones soles el 14,5% de les quals corresponia a persones de 65 anys o més que vivien soles. El nombre mitjà de persones vivint en cada habitatge era de 2,54 i el nombre mitjà de persones que vivien en cada família era de 2,95.
Per edats la població es repartia de la següent manera: un 24,6% tenia menys de 18 anys, un 7,8% entre 18 i 24, un 27,6% entre 25 i 44, un 20,6% de 45 a 60 i un 19,4% 65 anys o més.
L'edat mediana era de 38 anys. Per cada 100 dones de 18 o més anys hi havia 93,2 homes.
La renda mediana per habitatge era de 29.167 $ i la renda mediana per família de 36.563 $. Els homes tenien una renda mediana de 30.000 $ mentre que les dones 20.000 $. La renda per capita de la població era de 14.101 $. Entorn del 7,5% de les famílies i el 10,1% de la població estaven per davall del llindar de pobresa.

## Poblacions més properes
El següent diagrama mostra les poblacions més properes.